# Trematoma lodowa
Trematoma lodowa (Pseudotrematomus bernacchii
) – gatunek morskiej ryby okoniokształtnej z rodziny nototeniowatych (Nototheniidae).
Antarktyczna ryba, której charakterystyczną cechą jest obecność glikoproteidu, pełniącego funkcję substancji krioprotekcyjnej chroniącej zwierzę przed pojawieniem się lodu w tkankach – zapobiega przyłączaniu cząsteczki wody do sieci krystalicznej lodu i kryształy nie mogą rosnąć. Dzięki temu może żyć w wodzie o temperaturze -1,8 °C. Podniesienie temperatury wody powyżej 6 °C powoduje śmierć ryby z powodu przegrzania.